# Sekundární meristémy
Sekundární meristémy jsou druhem dělivých pletiv, se kterými se setkáváme u rostlin s druhotným tloustnutím. Vznikají obnovenou dělivou funkcí primárních meristémů a nachází se hlavně u dřevin. Rozdělují se na dva základní druhy kambium a felogen.

## Rozdělení
- Kambium – vzniká z prokambia či pleromu. Setkáme se s ním u dvouděložných rostlin a nahosemenných. Do středu odděluje sekundární dřevo a od středu vně sekundární lýko.
- Felogen – do středu odděluje zelenou kůru (feloderm) a k obvodu korek (felem).

## Latentní sekundární meristémy
Latentní sekundární meristémy se vyskytují v kořeni v podobě pericyklu, neboli perikambia. Diferencují adventní kořeny a pupeny a dále umožňují sekundární růst.